# Air India Regional
 (juin 2017).
Si vous disposez d'ouvrages ou d'articles de référence ou si vous connaissez des sites web de qualité traitant du thème abordé ici, merci de compléter l'article en donnant les références utiles à sa vérifiabilité et en les liant à la section « Notes et références ».
Air India Regional (Code AITA : 9I ; code OACI : LLR) était le bras régional de Air India.
Certains de leurs avions de transport régional sont peints dans une livrée spéciale Alliance Air.
Air India Regional exploitait autrefois le Bombardier CRJ700.